# حفرة بين السويقتين
حفرة بين السويقتين (بالإنجليزية: interpeduncular fossa)‏ هي منطقة معينية الشكل تقريبا في قاعدة الدماغ، تحدها التصالبة البصرية من الأمام، ويحدها السطح الأعلى الأمامي لجسر فارول من الخلف، أما من الداخل والجانب فيحدها السبيلين البصريين المتقاربين، أما السويقتان المخيتان المنفرجة فتحدها من الجانبين من الخلف.
التراكيب الموجودة في الحفرة هي المادة المثقبة الخلفية والجسم الحلمي والحدبة الرمادية والسويقة النخامية والغدة النخامية.

## صور إضافية

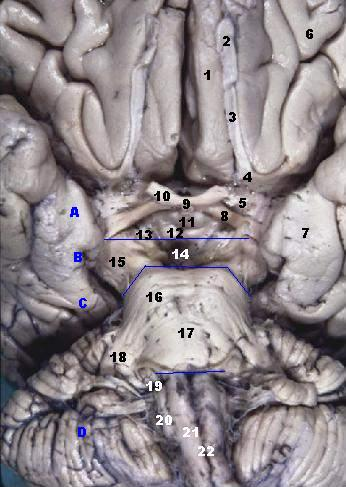
منظهر أمامي لجذع دماغ الإنسان
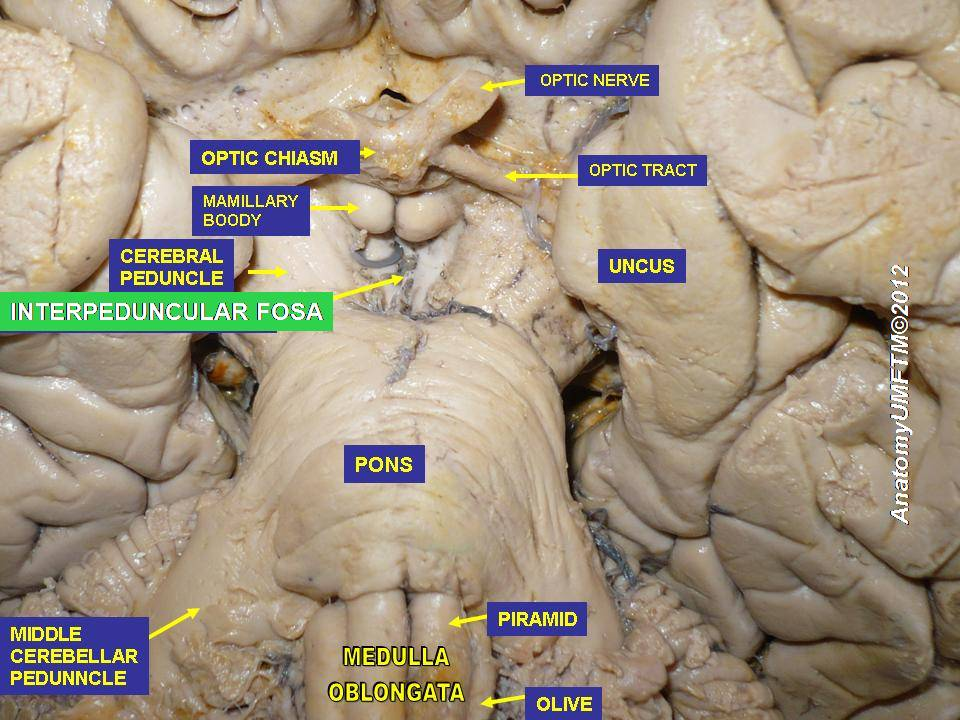
حفرة بين السويقتين
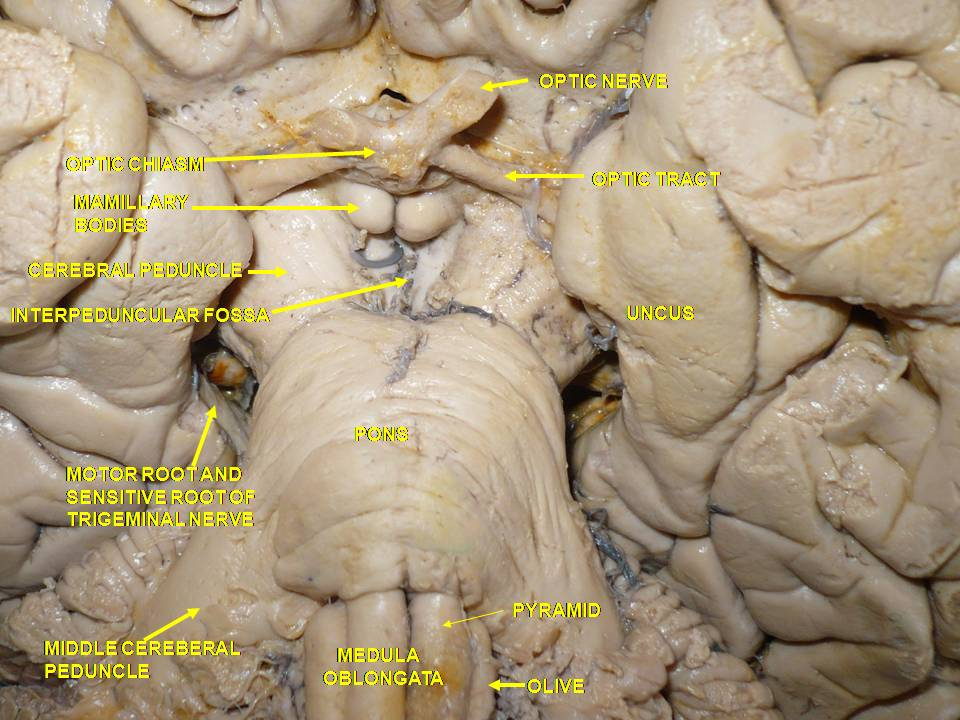
مقطع تشريحي أمامي عميق للمخ.